# Glières-Val-de-Borne
Glières-Val-de-Borne est une commune nouvelle française résultant de la fusion — au 1er janvier 2019 — des communes du Petit-Bornand-les-Glières et d'Entremont située dans le département de la Haute-Savoie, en région Auvergne-Rhône-Alpes.

## Géographie

### Localisation
La commune nouvelle de Glières-Val-de-Borne est située dans le sud-est de la France, au centre du département de la Haute-Savoie, en région Auvergne-Rhône-Alpes. Le territoire de la commune s'étend sur les versants du massif des Aravis, entre le plateau des Glières et la chaîne du Bargy, dans la cluse du Borne. Elle est limitée vers le nord par la commune de Saint-Pierre-en-Faucigny, où se situe le passage rétréci des Evaux, et au sud par les étroits d'Entremont.
Elle est l'une des plus grandes communes de la Haute-Savoie, avec 73,12 km2.

## Urbanisme

### Typologie
Au 1er janvier 2024, Glières-Val-de-Borne est catégorisée commune rurale à habitat dispersé, selon la nouvelle grille communale de densité à sept niveaux définie par l'Insee en 2022.
Elle est située hors unité urbaine et hors attraction des villes,.

## Toponymie
Le nouveau nom de la commune de Glières-Val-de-Borne a été déclaré en préfecture le 4 juillet 2018 et entre en vigueur le 1er janvier 2019.
Il est constitué de deux éléments, un géographique et un symbolique, constitutifs de la nouvelle commune. Le nom de « Glières » correspond à un plateau sur lequel un épisode majeur de la Seconde Guerre mondiale au niveau régional s'est déroulé avec le maquis des Glières. Cet élément semble avoir été privilégié pour le nom de la nouvelle commune.
Pour le second élément, des cahiers furent ouverts, en février 2018, dans les deux mairies afin que chaque habitant puisse donner son avis sur le nouveau nom à donner. L'appartenance à la grande combe où s'écoule la rivière du Borne, dans laquelle s'est installée dès le XIIe siècle l’abbaye d'Entremont, semble avoir été retenu comme élément constituant de la future identité communale, d'où « Val de Borne ».

## Histoire
La commune est créée au 1er janvier 2019 par un arrêté préfectoral du 27 juin 2018.

### Genèse d’une commune nouvelle
Par délibérations des conseils municipaux du 16 avril 2018, les communes du Petit-Bornand-les-Glières et d'Entremont ont souhaité fusionner,. Par arrêté préfectoral du 27 juin 2018, la commune nouvelle est instituée au 1er janvier 2019,. Le centre administratif se situe à la mairie du Petit-Bornand, cependant qu'Entremont garde la « maison des services » avec l'agence postale, le point-info-tourisme et permet des démarches administratives avec un relais ordinateur-télé-administratif. Jusqu’aux élections municipales de 2020, la commune nouvelle est administrée par un conseil municipal composé de l’ensemble des conseillers municipaux des deux anciennes communes.

### Un mariage de raison
Des critères historiques, géographiques et économiques semblent avoir appuyé la réflexion d'une fusion des deux communes. Au Moyen Âge, les deux paroisses dépendent toutes deux de l’abbaye d'Entremont. L'indépendance se fait en 1772 après l’affranchissement des « Droits féodaux » et elles deviennent des communes en 1774. Au cours de l'occupation française du duché de Savoie (à partir de 1792), les deux communes sont réunies à partir de 1814, dans l’arrondissement et le canton de Bonneville, au sein du département du Mont-Blanc. Entre-temps, depuis 1793, Entremont appartenait au canton du Grand-Bornand et Petit-Bornand à celui de La Roche. En 1860, la Savoie entre définitivement dans le cadre français et les deux communes appartiennent à deux cantons différents, Entremont à canton de Thônes et Petit-Bornand à celui de Bonneville. Depuis le redécoupage des cantons en 2014, Entremont, faisait partie du canton de Faverges.
Les deux communes rurales ont les mêmes préoccupations à savoir la maintenance des écoles, des services publics et de la ruralité qui fait leur similitude absolue. Des réunions de travail ont eu lieu dès le début 2017.
De manière générale, les communes d'Entremont et du Petit-Bornand dépendent de l'aire de polarisation — santé, social, bassin d’emploi, Sous-préfecture, centre des impôts, tribunal, gendarmerie, services postaux — de Bonneville et de la vallée de l’Arve. Les deux communes sont aussi membres de droit de l’Association des Glières pour la mémoire de la Résistance et du Syndicat mixte des Glières.
A la question de la création de la commune nouvelle, du changement de canton et du choix de la communauté de communes (Communauté de communes Faucigny-Glières), le conseil municipal d’Entremont a répondu favorablement à l'unanimité (11 voix), Le Petit-Bornand a répondu : 11 voix Pour, 1 Abstention et 3 voix Contre.

### Fusion et dissensions
L’opposition à la fusion est forte, voire rude, tant aussi que les attentes et les objectifs sont variés. À Entremont, d’aucuns souhaitaient une fusion avec le Grand-Bornand, d’autres souhaitaient le statuquo, d’autres encore une fusion avec Le Petit-Bornand, mais en restant dans la Communauté de communes des vallées de Thônes.
Au Petit-Bornand, c’était soit le statuquo, soit la fusion avec Bonneville, soit avec Entremont en entrant dans la Communauté de communes des vallées de Thônes ou avec Entremont en restant dans la Communauté de communes Faucigny-Glières.
Une association, ADELOVE 21, prit la tête de l'opposition à la fusion. Elle se manifeste par la distribution de tracts, de manifestations, mais aussi par presse interposée, ainsi qu'en attestent quelques titres dans la presse locale : « Les deux villages de la vallée du Borne réfléchissent aux termes de leur futur mariage. Mais la question qui fait polémique est de savoir vers quelle famille se tourner… » ; « Mariage arrangé – Des voix s’élèvent haut et fort pour réclamer un référendum. » ; « Pourquoi Entremont, petit grain de sable, doit disparaitre ? » ; « Un mariage arrangé qui divise les élus et les habitants » ; « ADELOVE sollicite de nouveau le Préfet ».
En décembre 2017, ADELOVE 21 est à l'initiative d'une pétition pour demander l'organisation d'une consultation citoyenne « pour ou contre la fusion avec Petit-Bornand-les Glières ». Cette pétition, validée par un huissier de justice, recueille plus de 1/5e des signatures du corps électoral, soit 271 électeurs sur 522[réf. nécessaire]. Le maire d'Entremont, Christophe Fournier, refuse d'organiser cette consultation même si le Code général des collectivités territoriales, selon les articles L. 1112-15 et L. 1112-16, le permet.
Par ailleurs, l’association ADELOVE 21 a sollicité par trois fois le Préfet de la Haute-Savoie (en février et décembre 2018) qui est resté ferme sur sa position prise le 27 juin 2018[réf. nécessaire]. L'association a engagé deux procédures en référé suspension auprès du Tribunal administratif de Grenoble[réf. nécessaire]. Elle a été déboutée. La procédure, sur le fond, est en cours[réf. nécessaire].

## Politique et administration

### Situation administrative
Glières-Val-de-Borne est une commune française du département de la Haute-Savoie, composant la région Auvergne-Rhône-Alpes. Elle devient membre de la communauté de communes Faucigny-Glières, créée en 2006, où elle occupera 3 sièges au sein du conseil communautaire.
La commune relève de l'arrondissement de Bonneville et de la sixième circonscription de la Haute-Savoie (créée en 2009).
Les deux anciennes communes restent dans leur canton d'origine jusqu'au décret du 5 mars 2020, quand la commune nouvelle est entièrement rattachée au canton de Bonneville.
| Nom                                  | Code Insee | Intercommunalité         | Superficie (km2) | Population (dernière pop. légale) | Densité (hab./km2) |
| ------------------------------------ | ---------- | ------------------------ | ---------------- | --------------------------------- | ------------------ |
| Le Petit-Bornand-les-Glières (siège) | 74212      | CC Faucigny-Glières      | 53,42            | 1 130 (2017)                      | 21                 |
| Entremont                            | 74110      | CC des vallées de Thônes | 18,35            | 661 (2016)                        | 36                 |

### Administration municipale
Le nombre d'habitants au dernier recensement étant compris entre 1 500 et 2 500 habitants, le nombre de membres du conseil municipal est de 19. Toutefois, avec les élections municipales de 2020, la commune nouvelle est dirigée par 23 élus, le nombre de conseillers étant majoré pour le premier mandat qui suit la fusion.

### Liste des maires
| Période        | Période     | Identité            | Étiquette | Qualité                                                    |
| -------------- | ----------- | ------------------- | --------- | ---------------------------------------------------------- |
| 2 janvier 2019 | 25 mai 2020 | Marc Chuard         | DVD       |                                                            |
| 25 mai 2020    | en cours    | Christophe Fournier | LR        | Suppléant de la Députée Christelle Petex-Levet depuis 2022 |

## Démographie
L'évolution du nombre d'habitants est connue à travers les recensements de la population effectués dans la commune depuis sa création.

En 2022, la commune comptait 1 825 habitants, en évolution de +2,13 % par rapport à 2016 (Haute-Savoie : +6,01 %, France hors Mayotte : +2,11 %).
| 2015  | 2020  | 2022  |
| ----- | ----- | ----- |
| 1 782 | 1 828 | 1 825 |

## Économie

### Tourisme

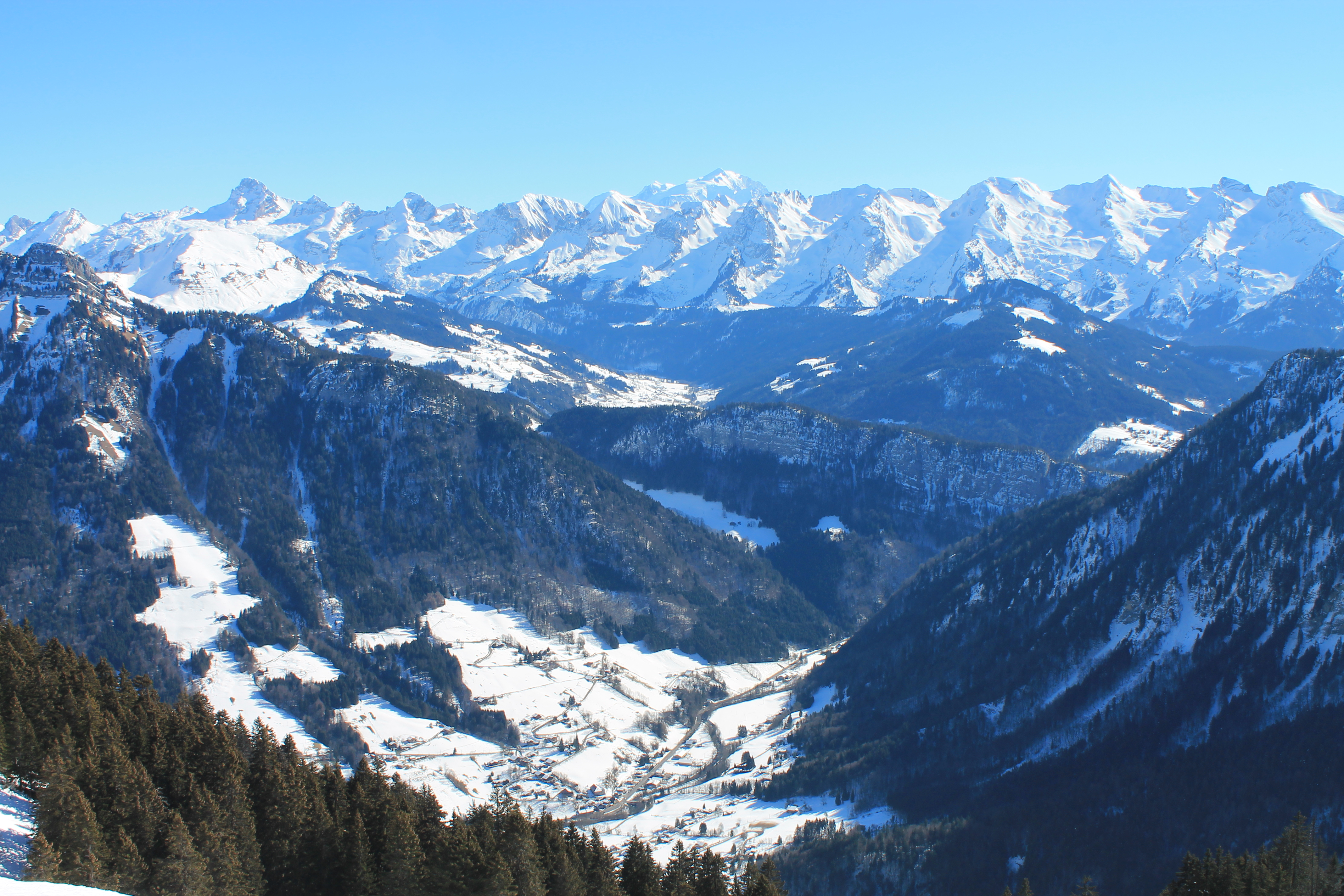
Vue depuis les chalets des Auges (1782 m) (Plateau des Glières) sur la vallée du Borne, au second plan la chaîne des Aravis et en arrière-plan le mont Blanc.

Le tourisme de masse qui touche les Alpes depuis plus d’un demi-siècle a des conséquences importantes sur la faune, la flore et le réseau hydrologique. Le village reste loin des « concepts-marketing ».
Il est une des approches douces de la découverte de la montagne. Aucun sommet n’est menacé d’équipements mécaniques ou immobiliers.
Dès 1935, des pionniers créent un embryon de Syndicat d’initiative déclarant : « (...) La situation géographique, au centre du département et ses belles montagnes, ses magnifiques forêts doivent faire apprécier le lieu et en faire un centre de villégiature idéal... ».
Le village offre une multitude de possibilités tant par ses randonnées balisées en alpage (environ 130 km – Carte IGN 3430 – Topoguides) que par ses auberges-refuges d'altitude qui reçoivent le randonneur en quête de nature et de sérénité.
Quatre sites d’escalade, en milieu naturel, sont équipés, allant du débutant au plus chevronné (8 A+).
La proximité des grandes stations des Aravis (Le Grand-Bornand, La Clusaz) est un atout pour la commune.

### Artisanat
De tous temps, les tentatives de créer des emplois pérennes animent les entrepreneurs de la vallée du Borne.
L'artisanat du bois est prépondérant : menuiseries, bûcheronnage-débardage, construction de chalets, tournage sur bois, boissellerie.
Les artisans sont aussi présents dans les domaines de la brocante, des espaces verts, de la peinture-décoration, des tapissiers en ameublement, des travaux publics.

### L’agro-pastoralisme

#### Les fermes
Le village compte 15 fermes d’élevage de vaches laitières de la race « Abondance » ou « Tarine », de caprins. Les produits de ces fermes sont répertoriés avec le label « Fermier ».
Soit un cheptel d’environ 520 laitières, 260 génisses et 140 ovins et caprins, il est à noter que ces fermes pratiquent l’alpagisme et occupent 90 % de l’espace alpin en été.
L'Inalpe (la Remue, l'Emmontagnée, l'Estive) demeure un grand moment de la vie pastorale, elle s'effectue en mai (suivant l'enneigement). Ovins, caprins et bovins rejoignent l'alpe et la prairie alpine. Glières-Val-de-Borne, au centre de 5 000 hectares d'alpages entretenus et habités par les éleveurs est l'un des pôles fromager et laitier du département. La « démontagnée » s'effectue courant octobre. Le pastoralisme maintient des paysages ouverts et soignés, façonnés par des paysans garants des richesses environnementales.
L'exemple le plus marquant de l’agropastoralisme est le plateau des Glières. Aujourd'hui, cette activité continue d'être pleinement d'actualité. En 2011, sur l'ensemble du massif « Glières-Parmelan », nous retrouvons 43 fermes qui occupent 3 000 ha d'alpages occupés par 1 800 bovins, 200 caprins, 2 000 ovins et une vingtaine de chevaux. Onze de ces fermes servent comme ateliers et fabriquent sur place tomme, fromage de chèvre et reblochon.
Les unités pastorales sont regroupées au sein d'associations foncières pastorales privées et publiques pour prendre en compte l'évolution des espaces montagnards et pour tenter de concilier : pastoralisme, tourisme, foresterie, l'utilisation de l'eau, l’environnement.
C’est le pays du Reblochon fermier.

## Culture locale et patrimoine

### Patrimoine religieux

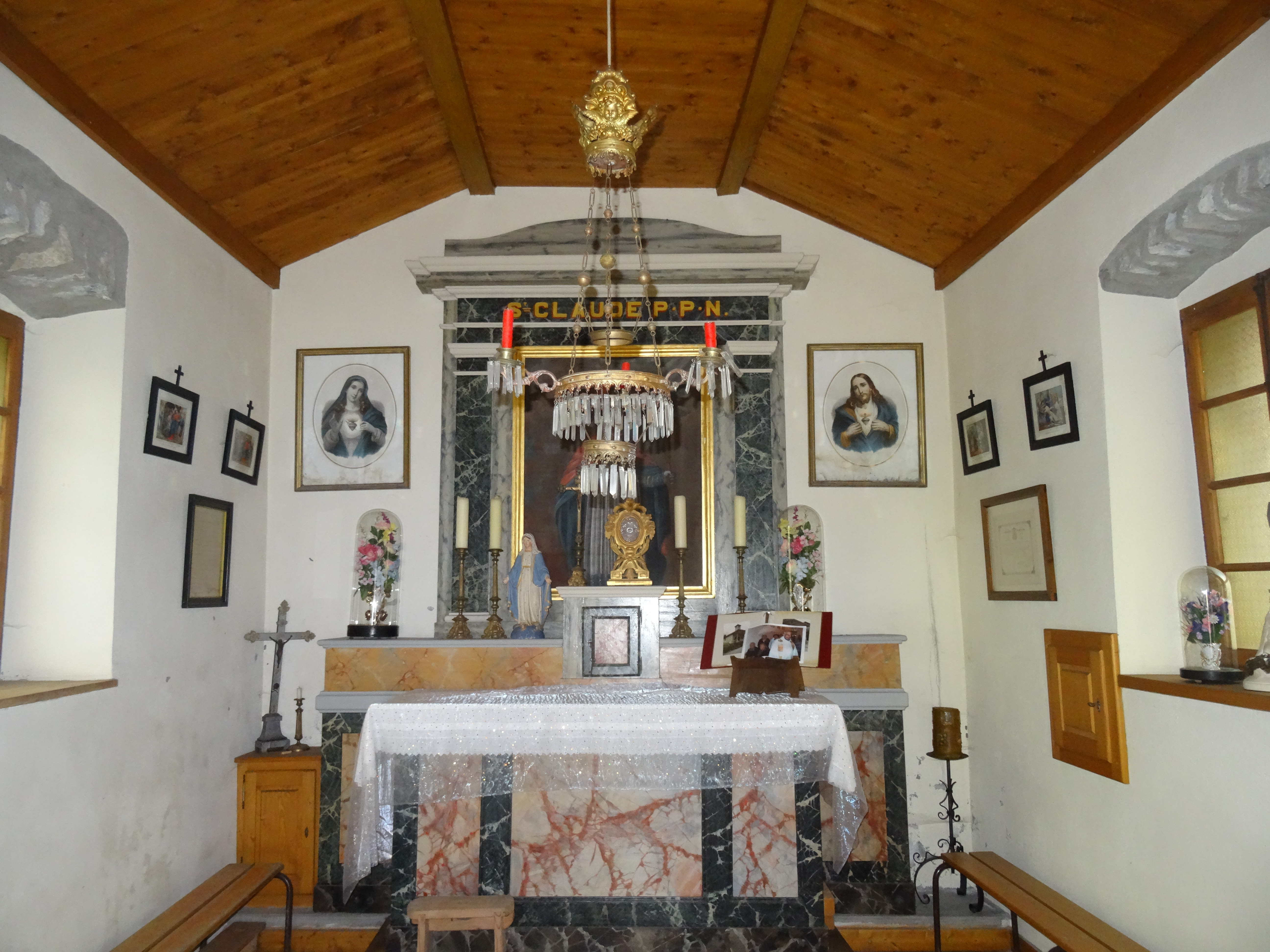
Chapelle du hameau de "la Ville" - Dédiée à St-Claude (Pt-Bornand).

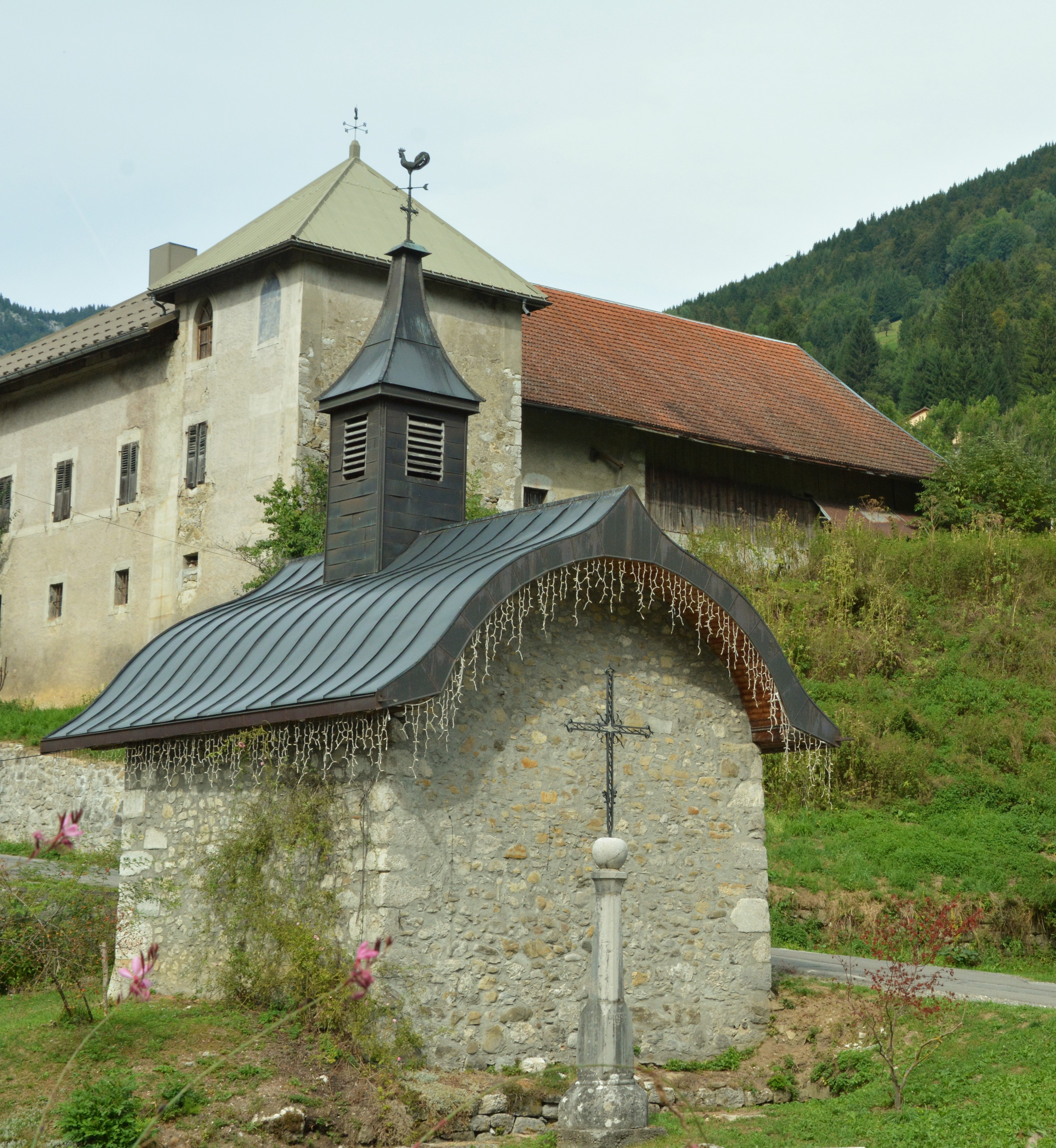
Chapelle de la Rivière (Entremont).

En 1115, des chanoines d'Abondance s'installent et créent un prieuré.
Les différents édifices sont l’abbaye d'Entremont, l'église Notre-Dame-de-Tous-les-Saints d'Entremont, l'église Notre-Dame-de-la-Visitation du Petit-Bornand, les nombreuses chapelles et oratoires, ainsi que le presbytère du Petit-Bornand-les-Glières, classé monument historique.
L'église abbatiale d'Entremont est un édifice qui se trouvait à cet emplacement, sans nul doute au XIIe siècle et fut remaniée en 1680 sous l'abbatiat de l'abbé de Granery. Elle est remarquable par son mobilier et son grand maître-autel (1685).
La sacristie contient dans un meuble en noyer un ensemble d’orfèvrerie remarquable moins par la quantité (pourtant non négligeable) que par la qualité et l'ancienneté des pièces dont une châsse d'argent du XIIe siècle  qui ne déparerait pas le trésor d'une cathédrale gothique. (une visite guidée est organisée chaque lundi de la période estivale).

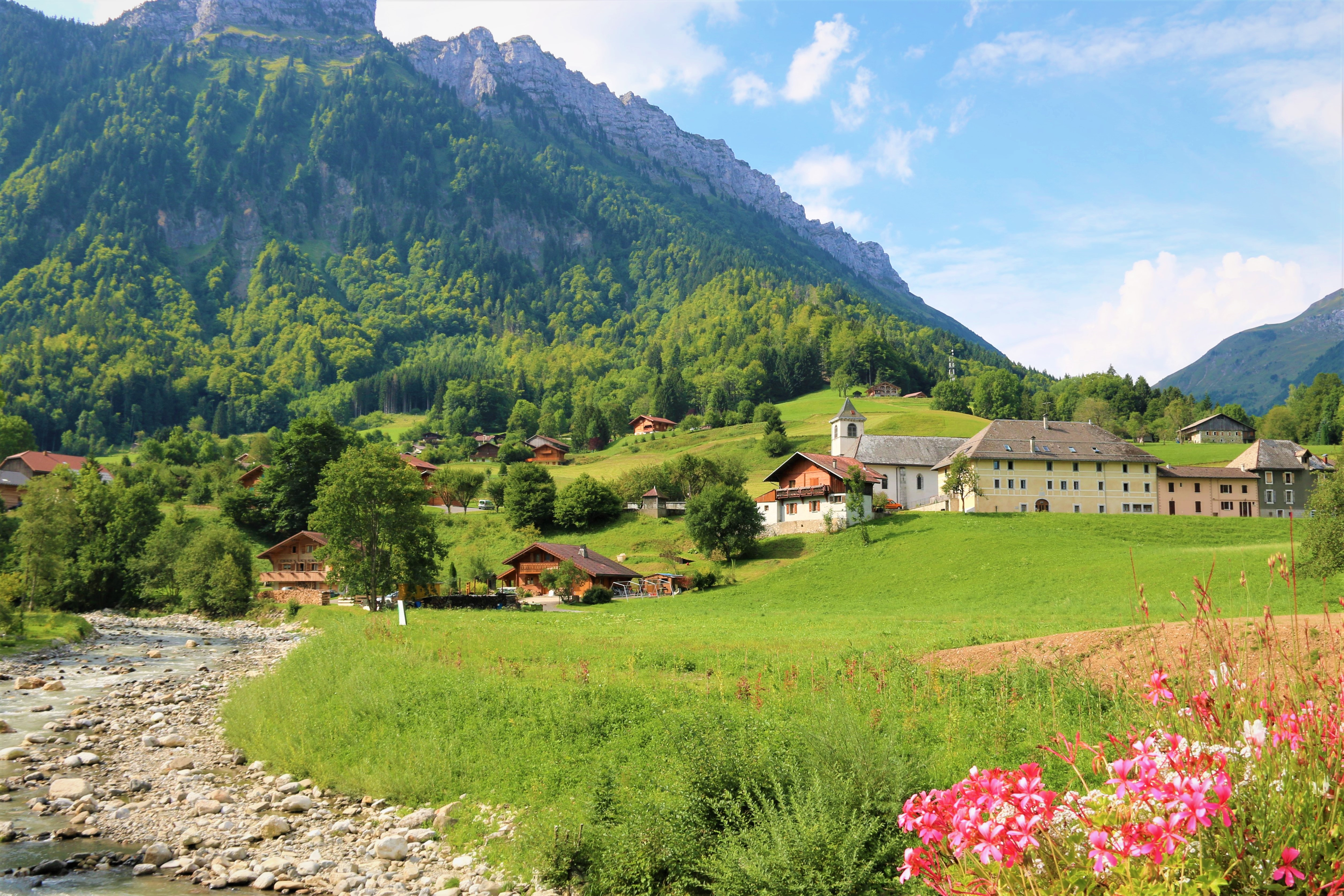
Site Abbatial

Le cœur du village d'Entremont offre une vue remarquable sur le site abbatial qui fut remanié de 2014 à 2018 sous la direction de la Haute école du paysage, d'ingénierie et d'architecture de Genève (HEPIA) et du Syndicat mixte d'aménagement de l'Arve et de ses affluents (SM3A).
Le site fut Lauréat du Conseil d'architecture, d'urbanisme et de l'environnement de Haute-Savoie (CAUE 74) en novembre 2018.

### Patrimoine civil
- Stèle Tom Morel, militaire et résistant, chef du maquis des Glières ;
- Hôtel de France, plaque commémorative ;
- Hameau du Regard, habitat traditionnel ;
- Plateau des Auges, habitat d'alpages ;
- Le jardin médiéval.
- les fours communaux.

### Patrimoine historique et naturel
Le plateau des Glières, haut lieu de la Résistance en Haute-Savoie et premier territoire libéré. S'y trouve depuis 1973 le Monument national à la Résistance d'Émile Gilioli, inauguré par André Malraux le 2 septembre et dédié aux résistants morts sur le Plateau et à l'histoire de la Résistance en général. Ce dernier a été inscrit au titre des monuments historiques le 27 mai 2020.

### Manifestations culturelles et festivités
Petit-Bornand :
- Avril : cérémonies commémoratives des Fusillés.
- Mai : montée historique de « Paradis » des voitures de collections (Club 4x4 des Glières).
- Juin : le 18, commémoration de l'Appel du général de Gaulle (à Glières). Fête du four de Termine.
- Juillet : Fête au village et vide-greniers (dimanche le plus proche du 14 juillet).
- Septembre : Fête du four de Termine.
- Décembre : Fête du four de la Ville, le 1er samedi de l'Avent et le dernier dimanche de l'Avent.

Entremont :
- Juillet-août : Visite guidée le lundi de l'église abbatiale et du trésor, avec un guide du patrimoine. Atelier de Calligraphie.les mercredis.
- Juillet-août: visite (mardi, vendredi) du Musée du Moyen Âge organisée par l'Association pour la Sauvegarde du Patrimoine. Les jeudis Ateliers Spécifiques.
- Juillet : vide-greniers (3e dimanche).- La montée à l'alpage des Auges (dernier dimanche).
- Décembre : Marché de Noël (deuxième dimanche).

### Musées et expositions
- Galerie "Miléna".
- Musée du Moyen-Age.
- Eglise Abbatiale et son Trésor.

### Personnalités liées à la commune
- Guillaume Fichet (1433- vers 1480), théologien et humaniste savoisien, né au Petit-Bornand.
- Guillaume Furbit (ou Furby, ou Furbitus), curé de la paroisse du Petit-Bornand, docteur en Sorbonne et évêque in partibus d'Alessio (de) (Lezhë), fait fonction d'évêque auxiliaire pour les évêques de Genève, Louis de Rye (1544-1550), puis son frère Philibert de Rye (1550-1556), de 1546 jusqu'en 1556[22],[23].
- Michel-Marie Carquillat (1802-1884), natif du Petit-Bornand[24]. Tisseur de soie. « Parti de nos montagnes avec 0,30 fr. dans sa poche, il est devenu un des tisseurs les plus renommés de la ville de Lyon »[25]. Une rue de Lyon porte son nom[26].
- Jean Truffy (1909-1958), dit « le curé du maquis des Glières », prêtre catholique, mort dans la commune dont il fut curé pendant 22 ans.
- Tom Morel (1915-1944), un des chefs de la résistance du plateau des Glières, y est mort au combat.

### Héraldique

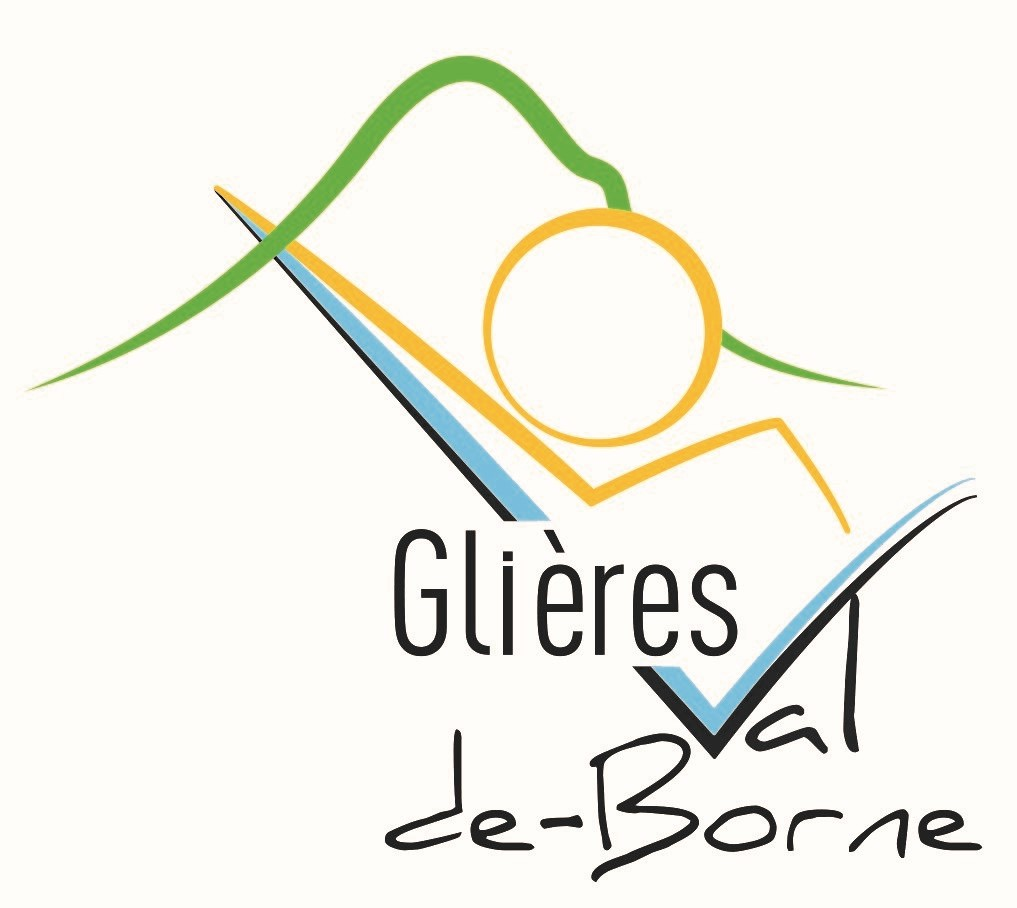
Logotype de la commune.

Le conseil municipal a sollicité  les sociétés artistiques de la commune afin de créer un logotype représentant la commune nouvelle. Des propositions de la « Société des Artistes du Borne » (SAB) furent examinées par le Conseil Municipal. L'idée fut donc d'illustrer l'alpagisme, la montagne de randonnées, le fort symbole du Plateau des Glières (le monument d' Émile Gilioli) et la particularité du Val de Borne avec ses deux extrémités verrouillées par les Evaux et les Étroits d'Entremont.